# مزرعة سيني
مزرعة سيني هي إحدى القرى اللبنانية من قرى قضاء صيدا في محافظة الجنوب.